# Сент-Андре-д’Юирья
Сент-Андре́-д’Юирья́ (фр. Saint-André-d'Huiriat) — коммуна во Франции, находится в регионе Рона — Альпы. Департамент — Эн. Входит в состав кантона Пон-де-Вель. Округ коммуны — Бурк-ан-Брес.
Код INSEE коммуны — 01334.

## География
Коммуна расположена приблизительно в 360 км к юго-востоку от Парижа, в 55 км севернее Лиона, в 25 км к западу от Бурк-ан-Бреса.

## Климат
Климат полуконтинентальный с холодной зимой и тёплым летом. Дожди бывают нечасто, в основном летом.

## Население
Население коммуны на 2010 год составляло 543 человека.
| 1962 | 1968 | 1975 | 1982 | 1990 | 1999 | 2010 |
| ---- | ---- | ---- | ---- | ---- | ---- | ---- |
| 410  | 366  | 317  | 334  | 368  | 403  | 543  |

## Экономика
В 2010 году среди 354 человек трудоспособного возраста (15—64 лет) 291 были экономически активными, 63 — неактивными (показатель активности — 82,2 %, в 1999 году было 73,2 %). Из 291 активных жителей работали 275 человек (151 мужчина и 124 женщины), безработных было 16 (6 мужчин и 10 женщин). Среди 63 неактивных 24 человека были учениками или студентами, 25 — пенсионерами, 14 были неактивными по другим причинам.

## Достопримечательности
- Церковь Св. Андрея (X век). Исторический памятник с 1947 года.[4]
- Замок Фальконьер (XVIII век).
- Укреплённый дом Бальмондьер (XVI век).

## Фотогалерея
- Церковь Св. Андрея
- Мэрия
- Карта коммуны